# 明治開化 新十郎探偵帖
『明治開化 新十郎探偵帖』（めいじかいか しんじゅうろうたんていちょう）は、NHK BSプレミアム(毎週金曜20:00 - ／毎週日曜18:45 - )およびNHK BS4K(毎週金曜20:00 - )の「BS時代劇」枠にて2020年12月11日から2021年 2月5日まで放送された日本のテレビドラマ時代劇。全8回。
坂口安吾著『明治開化 安吾捕物帖』を原作に、文明開化に沸き立つ明治初期の東京で、洋行帰りの特命探偵・結城新十郎が相次ぐ怪事件を解決していく姿を通じて時代の変わり目に交錯する人間の愛憎を描いたサスペンス時代劇。主演は福士蒼汰。
原典においては実在の人物は勝海舟一人だけだったが、今作においては西郷隆盛、大久保利通などの複数の実在の人物を登場させるなど大幅なアレンジが加えられている。
NHK総合「土曜時代ドラマ」にて2021年11月6日から2022年1月1日まで、「BS時代劇」とは編集が異なる40分の再編集版で放送された。

## 登場人物

### 主要人物
結城新十郎（ゆうき しんじゅうろう）
演 - 福士蒼汰
洋行帰りの特命探偵。事件の真相をズバズバと指摘し、警視庁からの信望も厚い、明治版のシャーロック・ホームズ。尚、彼が常に手にしている万華鏡は留学先で知り合いとなった橋本慶太朗から譲り受けたもの。
加納梨江（かのう りえ）
演 - 内田理央
大政商の娘。新十郎に惚れ込む。
泉山虎之介（いずみやま とらのすけ）
演 - 矢本悠馬
海舟の元剣術の教え子。いつも小バカにされ、海舟の頭脳と心眼を頼る。
速水星玄（はやみ せいげん）
演 - 勝村政信
警視庁大警視。新十郎を煙たがる。
花迺屋因果（はなのや いんが）
演 - 中村靖日
戯作者。
浅野左膳
演 - 小倉一郎
加納家の家令。
鮫島乙彦
演 - 増田修一朗
警官。速水の部下その一。
福原喜助
演 - 田上晃吉
警官。速水の部下その二。
お兼
演 - 中島唱子
勝家の下働きその一。
お糸
演 - 喜多乃愛
勝家の下働きその二。
お滝
演 - 結城モエ
勝家の下働きその三。
錦絵新聞売り
演 - 阿目虎南
大久保利通
演 - 篠井英介
渡航先のアメリカで新十郎と会い、かつての幕臣の出と知りつつ特命探偵として呼び寄せる。
西郷隆盛
演 - 鶴見辰吾
陸軍卿として明治政府に身を置く、江戸無血開城以来の勝海舟の知人。
勝民
演 - 稲森いずみ
海舟の妻。芸者出身の肝っ玉おっ母。
勝海舟
演 - 高橋克典

### ゲスト
第1回
加納アツ子 ★
演 - 花總まり
五兵衛の後添え。八千代家の娘だったが、大名家の娘と結婚して格を上げようという五兵衛の妻となり、本人の感覚としては人間扱いしてもらえなかった。五兵衛に毒を飲ませ、五兵衛が腹痛でうずくまった所に駆け寄って偽装のための毒ナイフで刺した。
加納五兵衛 ●
演 - モロ師岡
維新で立身出世した実業家。日本最初の製鉄所の立上げを仮面舞踏会で発表しようとしていたが、毒の塗られた投げナイフで殺害された。
神田正彦
演 - 徳井優（第2回）●
五兵衛の商売敵。イギリスと組んで日本最初の製鉄事業を立ち上げようとしており、会場での立ち位置から容疑者として疑われた。
第2話では一転して強引な稼業乗っ取りで恨みを買って殺されてしまう。
田所織之助
演 - 伊嵜充則
ダンピエール
演 - アラン・ロワ
シェラード
演 - ブレイク・クロフォード
上泉善鬼
演 - 柴田義之

第2回
夢の助 ★
演 - 真飛聖
最近、東京で人気の奇術師。ヤスの父親の支援で女伊達らに一枚看板を挙げて興行できるようになった。
ヤス
演 - 大後寿々花
神田正彦に商売を乗っ取られてしまった先代（上述）の娘。今は神田に女中として使われる屈辱的な身の上。
荒巻源吉
演 - 河相我聞
神田ヒサ
演 - 青木さやか ●
神田の妻。神田と共にヤスに辛く当たっていたため、夢の助に殺害されてしまう。
神田家の奉公人
演 - 松本実、上村依子

第3回
浅井スギ
演 - 若村麻由美
文化文政の頃からの老舗乾物問屋のおかみ。夫の死後に店を適確に切り盛りしているが、その心労からか万引きをするようになった
浅井キク
演 - 堀田真由
浅井家の娘。スギの万引きした後で店に行きお代を支払っていた。心平の許婚者。梨絵のお花の同窓の縁で新十郎に下男殺害の捜査を依頼する
浅井権六 ★●
演 - 矢島健一
今回の下男殺害に先立つこと半年、無残に顔を潰された状態で殺害された。労咳を患っていたため狂言殺人で殺されたことにして蔵の中からスギに適確な指示を出していた
花田医師
演 - 神尾佑
心平の父。浅井家の主治医。権六の結核を治療していたが、今はスギの心身症を診ている。梶谷容疑者説を強く主張する
花田心平
演 - 入江甚儀
梶谷 ●
演 - 花戸祐介
使用人でありながらキクに言い寄ったため解雇となり、それを恨んでいたとして容疑者になる。実は権六の狂言殺人の死体であり被害者であった

第4回
世良田摩喜太郎／橋本慶太朗
演 - 浅利陽介
佐々木総三
演 - 加藤諒
山賀定信
演 - 松澤一之
山賀郁美
演 - 辻しのぶ
若者
演 - 市川理矩

第5回
大伴シノブ ★
演 - 伊藤歩
夫の莫大な遺産を利用してロッテナム美人館を始めた。ここでトリックを用いて、夫に自分とカヨとキミが同一人物であるという妄想を抱かせ入院させてしまおうと諮む。
秘密を知られてしまった下男をピストルで殺害した。
大伴宗久
演 - 山中崇
小林医師
演 - 白石朋也
カヨ
演 - 山﨑萌香
キミ
演 - 小角まや
ロッテナム夫人
演 - ユーラテ

第6回
母里由也／高田与助 ★
演 - 鈴鹿央士
無頼な振舞いが多い由也を時田と共にいさめたり尻拭いをしていた。由也が亡くなった時に彼に成りすまして本家に移ってきた。真実を知られた女中を自殺に見せかけて殺す。さらに、本家での待遇を失いたくなく、共犯者の時田を殺してしまう。
時田喜七 ●
演 - 山崎銀之丞
横澤建夫
演 - 六角慎司
横澤千
演 - 田村たがめ
浜野三枝
演 - 藤木由貴
母里由也
演 - 高尾悠希

第7回
千頭津右衛門 ●
演 - 大和田伸也
速水大警視の囲碁仲間。速水との対局中に毒殺により死亡。死亡時に最後に速水との対局中の碁盤を指したことから速水が容疑者とされた。しかし、実際には津右衛門の意図は、西郷支援のために蓄財した財宝の隠し場所を、盤中に発生した手筋石の下を利用して速水や千代に教えることだった。
千頭千代
演 - 田中美里
志呂足巖浄
演 - 藤木孝
天鬼俊克
演 - 野添義弘
山田勘八 ★
演 - 森下能幸

最終回
篠田拾蔵
演 - 岡田浩暉
★：犯人
●：被害者

## スタッフ
- 原作 - 坂口安吾『明治開化 安吾捕物帖』
- 脚本 - 小松江里子、伊藤靖朗
- 音楽 - 金子隆博、啼鵬
- オーケストレーション - 啼鵬
- 主題歌 - ナオト・インティライミ「オモワクドオリ」
- 制作統括 - 内藤愼介（NHKエンタープライズ）、磯智明（NHK）
- 演出 - 笠浦友愛、本木一博、岡野宏信（NHKエンタープライズ）
- 美術 - 稲葉寿一、小味山潤
- 技術 - 水野富裕、富樫吉男
- 音響効果 - 柴田なつみ、新井美央、平田悠介
- 撮影 - 清水昇一郞、星　竜太、渡邉智由
- 照明 - 鴨下正美、佐藤璃久
- 音声 - 金丸　毅、村川幸至、佐伯　悠
- 映像技術 - 岡本　卓、寺崎智人、藤原　雄、杉本　徹、戸谷智恵子
- VFX制作 - 鈴木英雄、戸谷智恵子、藤原　雄、寺崎智人
- 美術進行 - 西本幸司、安達みどり、松谷尚文、古市百人、秋山拓海、小林大介
- 記録 - 津崎昭子
- 編集 - 田中美砂
- 時代考証 - 山村竜也
- 薩摩ことば指導 - 田上晃吉
- 茨城ことば指導 - 井川哲也
- 所作指導 - 橘　芳慧
- チェス指導 - 小島慎也[5]
- 殺陣指導 - 新　実
- 錦絵指導 - 谷津有紀
- 邦楽指導 - 本條秀太郎
- 医事指導 - 若尾みき
- 奇術指導 - 藤山新太郎
- 華道指導 - 杉本康子
- 囲碁指導 - 桑本晋平
- 砲術指導 - 佐山二郎
- 江戸ことば指導 - 春風亭一朝
- 題字 - 赤松陽構造
- 撮影協力 - 鎌倉文学館、常総フィルムコミッション

## 放送日程
- 2020年5月15日から放送が予定されていたが[1]、新型コロナウイルス感染症（COVID-19）の感染拡大の影響を受け、放送が延期された[6][7]。

| 放送回 | 放送日              | 放送日         | サブタイトル     | 原作             | 脚本       | 演出     | 補足                                                                   |
| 放送回 | BSプレミアム / BS4K | NHK総合        | サブタイトル     | 原作             | 脚本       | 演出     |                                                                        |
| ------ | ------------------- | -------------- | ---------------- | ---------------- | ---------- | -------- | ---------------------------------------------------------------------- |
| 第1回  | 2020年12月11日      | 2021年11月06日 | 仮装会殺人事件   | 舞踏会殺人事件   | 小松江里子 | 笠浦友愛 |                                                                        |
| 第2回  | 2020年12月18日      | 2021年11月20日 | 死神人力車       | ああ無情         | 小松江里子 | 笠浦友愛 |                                                                        |
| 第3回  | 2020年12月25日      | 2021年11月27日 | 万引き一家       | 万引一家         | 小松江里子 | 本木一博 |                                                                        |
| 第4回  | 2021年01月08日      | 2021年12月4日  | リンカーンの影   | 魔教の怪         | 伊藤靖朗   | 本木一博 | 原作の「天王会」を「林肯(リンカン)会」に変更。「別天王」も登場しない。 |
| 第5回  | 2021年01月15日      | 2021年12月11日 | ロッテナム美人術 | ロッテナム美人術 | 小松江里子 | 笠浦友愛 |                                                                        |
| 第6回  | 2021年01月22日      | 2021年12月18日 | 稲妻は見たり     | 稲妻は見たり     | 伊藤靖朗   | 岡野宏信 |                                                                        |
| 第7回  | 2021年01月29日      | 2021年12月25日 | 終局の一手       | 石の下           | 小松江里子 | 本木一博 |                                                                        |
| 最終回 | 2021年02月05日      | 2022年 1月 1日 | 維新の遺言       | (オリジナル)     | 小松江里子 | 本木一博 |                                                                        |